# Cyphocardamum
Cyphocardamum là chi thực vật có hoa trong họ Cải.